# هلمسدورف (تورینگن)
هلمسدورف (به آلمانی: Helmsdorf) یک شهر در آلمان است که در آیشسفلد واقع شده‌است. هلمسدورف ۵۶۳ نفر جمعیت دارد.